# Franz Mohr (Maler)

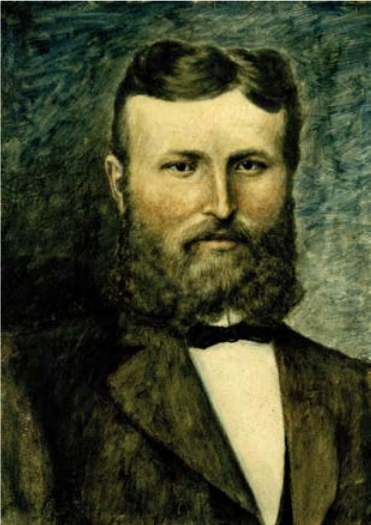
Selbstporträt Mohrs, heute im Ortsarchiv Müschede

Franz Mohr (24. Dezember 1877 in Müschede – 1. Oktober 1943 in Bad Oeynhausen) war ein deutscher Maler und Schriftsteller.

## Leben
Franz Mohr war ein Sohn des Lehrers in Müschede, Franz Mohr (2. September 1852 in Momberg – 28. November 1880 in Müschede) und dessen Frau Anna Maria Sophia, geborene Stockebrand (28. September 1854 in Hachen – 8. Dezember 1881 in Müschede). Mit dem Bruder Karl Egon wuchs er nach dem Tod der Mutter bei deren Familie in Hachen auf. Die Mutter starb bei der Geburt des dritten Kindes, der Tochter Sophia, die wenige Tage später ebenfalls starb. Der Vater war schon etwa ein Jahr zuvor verstorben. Hubert Mohr war ein Sohn des Bruders.

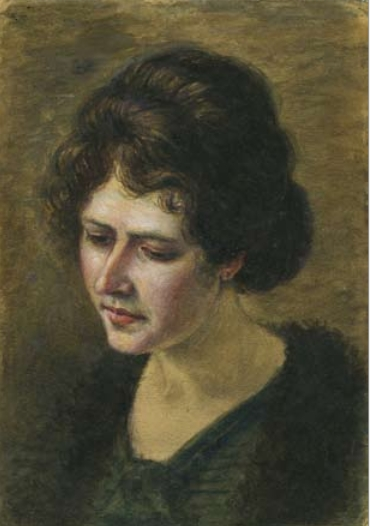
Frühe Porträtstudie einer Frau; auf der Rückseite des Bildes schrieb Mohr: „Meine erste Aquarellkopfstudie nach der Natur 1900, nach 1/4 jährigem privaten Zeichenunterricht.“ (bei Friedrich Stummel)

Mohr studierte erst in Berlin von 1898 bis 1900 bei Friedrich Stummel und anschließend von 1905 bis 1907 an der Akademie in München unter anderem bei Nikolaus Gysis, Carl von Marr, Ludwig von Löfftz und vor allem bei Franz Defregger, dessen Wirken Mohr erst an die dortige Akademie lockte. 1905 bis 1907 führte er mehrere Studienreisen durch. Danach wechselte Mohr wieder nach Berlin, wo er die Kunstakademie Berlin besuchte und auch privaten Unterricht bei Lovis Corinth und erneut Friedrich Stummel nahm. Nach seinem Studium arbeitete er zwei Jahre lang als Lehrer und Korrektor an der Malschule von Anton Ažbe in München und betätigte sich auch als Schauspieler und Kunstkritiker. In den Jahren vor dem Krieg arbeitete Mohr erfolgreich in Südrussland. Hier porträtierte er nicht nur den Landadel der Gegend, sondern schuf auf religiöse Monumentalmalereien. Sein großformatiges Christusbild Noli me tangere wurde 1910 auf der Kunstausstellung in Budapest gezeigt und dort sehr positiv aufgenommen.

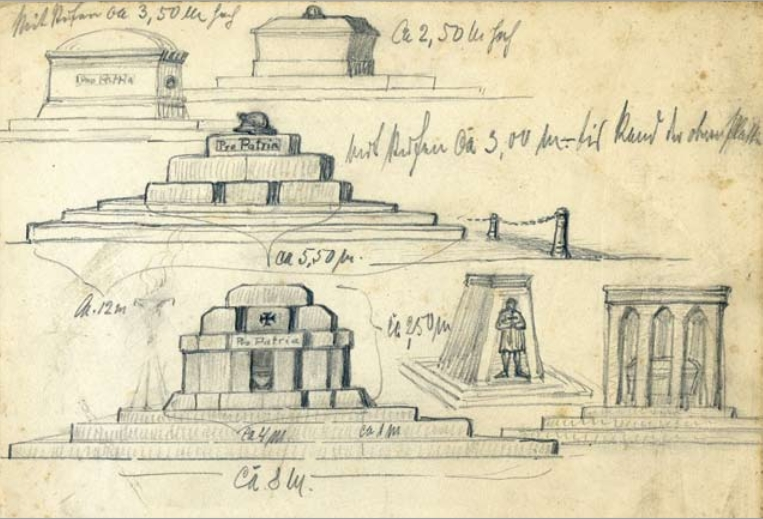
Studien für Denkmale für die Opfer des Ersten Weltkriegs

Die letzten Monate vor dem Krieg verbrachte Mohr in Deutschland, der Ausbruch des Ersten Weltkriegs verhinderte eine Rückkehr nach Russland. 1915 meldete er sich freiwillig zum Kriegseinsatz. Beim Grabenkrieg an der Somme wurde er 1917 verschüttet und dabei schwer verwundet. Danach war er nicht mehr diensttauglich und musste noch bis ins Frühjahr 1919 in verschiedenen Lazaretten behandelt werden. Auch sein Bruder wurde durch Giftgas schwer verwundet und konnte den Rest seines Lebens nicht mehr seinem ursprünglichen Beruf als Fuhrmann nachgehen, sondern als Invalide als Lagerist arbeiten. Nach der Entlassung aus dem Lazarett lebte Mohr ab April 1919 zur Nachbehandlung in Bad Oeynhausen, wo er auch wohnen blieb. Von den Verletzungen erholte er sich nie wieder und blieb den Rest seines Lebens kränklich, labil und depressiv. Da er mit seiner Kunst trotz des Attestierens eines großen Talents keinen Erfolg hatte, wandte er sich vermehrt der Dichtung zu. Seine Lyrik hat oft religiöse Inhalte, noch häufiger widmete er sich den Orten, die er als Heimat betrachtete. Seine bildnerischen Ambitionen zeigten sich beispielsweise im Entwerfen von Denkmalen für die Opfer des Ersten Weltkriegs. 1926 wurde Mohr in Bad Oeynhausen eine Ausstellung gewidmet, auf der ein Teil seiner Werke gezeigt wurden.
Mohrs Nachlass befindet sich im Müscheder Ortsarchiv. Auf eigenen Wunsch hin wurde er am 5. Oktober 1943 in Hachen, dem prägenden Ort seiner Kindheit, bestattet. Eine eigene Familie hatte er nie gegründet.